# Henri de Bourbon, duc de Verneuil

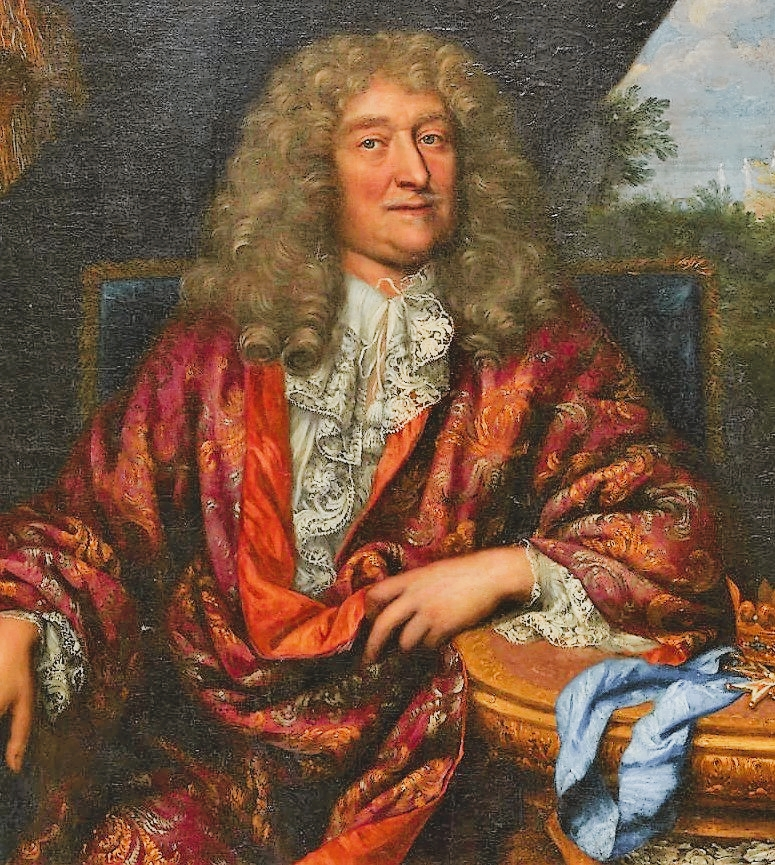
Henri de Bourbon, duc de Verneuil

Henri de Bourbon, duc de Verneuil (* 3. November 1601 in Schloss Vincennes; † 28. Mai 1682 in Verneuil-en-Halatte) war ein unehelicher Sohn Heinrichs IV. von Frankreich mit dessen Mätresse Catherine Henriette de Balzac d’Entragues, Marquise von Verneuil, der 1603 legitimiert wurde.
Henri wurde im Jahr 1612 mit elf Jahren als Bischof von Metz (bis 1652) eingesetzt und besaß die Abtei St. Germain-des-Prés und ca. 400.000 Pfund Einkünfte aus geistlichen Benefizien. Den Kardinalshut, um den sein Vater gebeten hatte, verweigerte Papst Innozenz X. ihm wegen seiner unehelichen Abstammung. Er wurde jedoch nie zum Priester geweiht, schlug schließlich eine weltliche Laufbahn ein und gab seine kirchlichen Pfründen zwischen 1652 und 1659 zurück.
1661 wurde er zum Ritter der königlichen Orden (Orden vom Heiligen Geist und Michaelsorden) geschlagen und 1663 Herzog und Pair von Frankreich mit dem Titel duc de Verneuil. 1665 ging er als außerordentlicher Botschafter nach England. 1666 wurde er Gouverneur des Languedoc. 1668 heiratete er Charlotte Séguier (1622–1704), die Tochter des Kanzlers und Gouverneurs des Languedoc, Pierre Séguier, und Witwe des Maximilien III. de Béthune, duc de Sully († 1662). Die Ehe blieb kinderlos. Er starb 1682 im Schloss von Verneuil.
Henri de Verneuil galt als rechtschaffener und redlicher Mann.